# Jérôme Eugène Coggia
Jérôme Eugène Coggia (n. 18 februarie 1849, Ajaccio, Corsica, Franța – d. 15 ianuarie 1919) a fost un astronom francez din secolul al XIX-lea și descoperitor de asteroizi și comete.
A lucrat la Observatorul din Marsilia din anul 1866 până în anul 1917. Lucrând la acest observator, Coggia a descoperit câteva comete, printre care „Cometa Coggia” ( C / 1874 H1 ). Cometa periodică 27P / Crommelin a fost numită anterior „Comet Pons-Coggia-Winnecke-Forbes”. De asemenea, el este creditat de către Minor Planet Center cu descoperirea a 5 asteroizi la Marsilia între anii 1868 și 1899.
Coggia a fost premiat de către Academia Franceză de Științe cu Premiul Lalande în anul 1873 și din nou în anul 1916.

## Comete descoperite sau observate
- C / 1870 Q1 (Coggia) [6]
- 27P / Crommelin
- C / 1874 H1 (Coggia) [6]
- C / 1874 Q1 (Coggia) [6]
- C / 1877 R1 (Coggia) [6]
- C / 1890 O1 (Coggia) [6][7]

| 96 Aegle     | 17 februarie 1868 | mpc |
| 187 Lamberta | 11 aprilie 1878   | mpc |
| 193 Ambrosia | 28 februarie 1879 | mpc |
| 217 Eudora   | 30 august 1880    | mpc |
| 444 Egipteni | 31 martie 1899    | mpc |

## Legături externe
- J. Coggia @ Astrophysics Data System
- Jerome Eugene Coggia, Astronomie-Homepage von Wolfgang Steinicke